# João II (III) de Alexandria
Papa João II (III) de Alexandria (m. 22 de maio de 516) foi um Papa copta e um Patriarca de Alexandria de 505 até sua morte. Era também um miafisista.
Ele é contado como João III pela Igreja Ortodoxa Grega de Alexandria, que reconhece João Talaia como sendo João I. Já a Igreja Ortodoxa Copta, que rejeita Talaia, o reconhece como sendo João II.

## Biografia
Ele era um monge que vivia uma vida solitária no deserto até que foi consagrado Papa e Patriarca de Alexandria em 29 de maio de 505.
Acredita-se que ele tenha sido o autor de muitas obras hagiográficas e sermões. Ele foi também um contemporâneo do imperador bizantino Anastácio I Dicoro, que era simpático às Igrejas ortodoxas orientais e a Severo de Antioquia, o campeão do miafisismo na Síria. Severo escreveu posteriormente uma mensagem a João sobre a natureza de Jesus Cristo, onde se lê:
| “ | Jesus Cristo, após a união com a carne, se tornou de uma natureza com uma única vontade, sem separação, e eu acredito que na mesma fé do Papa Cirilo e Papa Dióscoro | ” |
|   | — Severo de Antioquia. |   |

João respondeu com uma mensagem que testemunha sobre a união da essência de Deus e a trindade de Suas personalidades. Ele também proclamou que pela encarnação do eterno Filho de Deus, as naturezas humana e divina se tornaram uma e não mais duas naturezas, sem separação, misturas ou confusão. Ele anatemizou os que separavam as duas naturezas, os que as confundiam e os que diziam que o Cristo que sofreu na cruz era apenas um homem, e também os que diziam que sua natureza divina também tinha sofrido e morrido. Segundo ele, a fé ortodoxa era professar que Deus, o Verbo, sofreu pela carne a que estava unido.